# Борово насеље
Борово насеље  је градска четврт у склопу града Вуковара, у Хрватској.

## Географски положај
Борово насеље је смештено на десној обали реке Дунав, на самом истоку Хрватске. Налази се на 45.3789 степени северне географске дужине и 18.9554 степени источне географске ширине по Гриничу. Удаљено је 4 km северозападно од центра Вуковара, а 15 km североисточно од Винковаца и 32 km југоисточно од Осијека. Надморска висина је 90 м.

## Историја
Борово је 1885. године место у Даљском изборном срезу, са својом 1821 душом.
Тридесетих година 20. века, за време Краљевине Југославије, на подручје Борова насеља долази чешки индустријалац Томаш Бата, који покреће производњу гумених опанака 1931. године. Ту на узвишици почиње да се гради и фабрика. Након смрти Томаша Бате 1932. у авионској несрећи, фабрику у Борову насељу преузима његов син Јан Бата и полубрат Антон Бата. Крајем 1930-их година њихова фабрика имала је преко 7.000 радника. Руководство фабрике Бата-Борово градило је у Борову насељу куће, мале зграде дво, тро и четвородомке у тзв. Колонијама.
Први директор Батине фабрике био је Тома Максимовић (1895—1958), родом из Брчког. Он је у периоду 1936—1941. био и председник општине Борово. Осим што је био успешан и угледан послован човек, представљао је главну покретачку снагу културног, црквеног и друштвеног живота у насељу. Установио је Крсну славу фабрике Ђурђевдан, а 1940. године први покренуо питање изградње Светог храма у Борову насељу, поклонивши земљиште за његову изградњу, али се од тога одустало са доласком рата. На самом почетку рата Тома је одбио понуду да се 1941. спасе и пређе у ондашњу централу Бате у Швајцарској. Уместо тога, прихватио се организације избеглица, користећи углед директора највеће југословенске фирме, као и председника тада најорганизованије хуманитарне организације - Српског привредног друштва „Привредник“. Заслужан је за спасавање великог броја српских избеглица у току рата, за које је тражио смештај, запослење, а младима обуку за занате.
Након Другог светског рата, комунистичке власти у СФРЈ су Тому Максимовића прогласиле за народног непријатеља, одузета су му сва грађанска права, а војни суд га је 1945. осудио на четири године затвора. Фабрика је национализацијом одузета од породице Бата и дата на управу радницима. Тада је фабрика понела назив само „Борово“ и проширила своју делатност не само на обућу, већ и на производњу ауто-гума. Услед сталне потражње за радном снагом, у Борово насеље почињу да долазе колонисти из пасивних крајева Југославије (Кордун, Банија, Херцеговина, Лика, Крајина, Босна...). У Борову насељу почиње да живи друштвени живот, јер се отворио биоскоп (кино), културно-уметничко друштво "Максим Горки", олимпијски базен, спортска дворана, бројни спортски клубови, омладинска удружења, ресторани. Комбинат „Борово“ је крајем 1980-их упошљавао око 22.000 радника и остваривао профит више десетина милиона долара.
Почетком 1990-их почињу ратна дешавања којима су претходили политичка превирања и економске турбуленције. У априлу 1990. године организовани су први вишестраначки избори у СР Хрватској. На локалним изборима у Вуковару, биле су две опције: Савез комуниста Хрватске који је убедљиво победио Хрватску демократску заједницу. Међутим, како се Савез комуниста Хрватске распао у марту 1991. па је ХДЗ преузео власт са својим руководством, које је предводио Томислав Мерчеп. Почела су малтретирања и убијања многих Срба, минирање локала чији су власници били Срби, што је довело до великог исељавања Срба из Борова насеља и околине. Крајем августа 1991. долази ЈНА да деблокира своју касарну у граду Вуковару, јер су припадници МУП-а Хрватске као и паравојне формације које је организовао Томислав Мерчеп блокирали поменуту касарну ЈНА. Долази до великог разарања, људских губитака. Након рата Борово насеље потпада под Републику Српску Крајину, а 1997. се враћа у уставно-правни поредак Хрватске, у складу са Ердутским споразумом.
Године 2002, Борово насеље је постало градска четврт Вуковара.

## Становништво
Становништво у Борову насељу већином су чинили Срби, услед колонизације тј. досељавања становништва, након 1946. Мада и према ранијем попису становништва из 1931. године у вуковарској општини Срби су имали 42%, Хрвати 26,5%, а Немци 16,3%. Према попису становништва из 1961. године, Борово насеље је имало 3.500 људи, а према попису из 1991. године више од 10.000 људи (попис је рађен пар месеци пре рата). Становници су претежно били колонисти из сиромашних делова СФРЈ. Иначе у Борову насељу с краја 1980-их је било пуно мешовитих бракова, чак трећина.

## Делови
- "Банане"
- Буџак
- Крива Бара
- Трпињска цеста
- Солитери
- БЗ
- Стадион
- Кореја
- Колоније (I, II, III, IV)
- Комбинат
- Центар
- Боровска цеста
- "Улице"

## Клима
Клима у Борову насељу је умерено-континентална, коју карактеришу врућа лета и оштрије зиме.

## Привреда
Привреда Борова насеља је од његовог настанка била углавном намењена индустрији, односно производњи обуће, а касније и ауто гумама. Пољопривреда је била слабије заступљена. Док је сектор грађевина због ширења Борова насеља такође био значајно заступљен. Остале делатности привреде попут: саобраћај, образовање, здравство, риболов... јесу биле заступљене, али у мањем обиму. Данас привреда у Борову насељу је у стагнацији. Тако да су становници услед тешке економске кризе отишли „трбухом за крухом“.

## Познате личности
- Синиша Михајловић, фудбалер
- Ратомир Дујковић, фудбалер